# Thermische weerstand
De thermische weerstand, ook wel warmteweerstand, hangt samen met de eigenschap van materialen om warmte te geleiden. Metalen zijn goede warmtegeleiders, hebben dus een lage warmteweerstand. Lucht en kunststof zijn voorbeelden van slechte warmtegeleiders, dus met een hoge thermische weerstand.
De warmteweerstand van een materiaal is afhankelijk van de thermische geleidbaarheid en de dikte van de laag. De warmteweerstand van een laag wordt bepaald met:
{\displaystyle R={\frac {d}{\lambda }}}
Daarin is R de warmteweerstand in m²·K/W, d de dikte van de laag in m en λ de thermische geleidbaarheid in W/(m·K) van het materiaal van de laag.

## Warmteweerstand van een constructie
De totale warmteweerstand van een constructie wordt bepaald door de warmteweerstanden van de lagen waaruit de constructie is samengesteld bij elkaar op te tellen:
{\displaystyle R_{c}=R_{1}+R_{2}...+R_{n}}
Daarin is Rc de totale warmteweerstand van de constructie en zijn R1 t/m Rn de warmteweerstanden van de lagen waaruit de constructie is opgebouwd.
In de bouw wordt de totale warmteweerstand van een constructie vaak aangeduid met Rc. Deze waarde is exclusief de warmteweerstand van een luchtlaagje aan weerszijden van een constructie. Voor het berekeningen van een warmtestroom door een wand (warmteverliesberekening) moet de warmteweerstand van het luchtlaagje aan weerszijden van de wand aan de Rc-waarde toegevoegd worden.
In de warmteverliesberekeningen wordt gebruikgemaakt van de U-waarde (voorheen ook wel aangeduid met K-waarde). De U-waarde is de reciproke waarde van de totale warmteweerstand van een wand (U = 1/Rw).

## Analogie met elektriciteit
De berekening van een warmtestroom door een wand is overeenkomstig de berekening van een elektrische stroom door een weerstand.

## Periodieke temperatuurverschillen
In geval van periodieke warmtestromen door veranderende temperatuurverschillen wordt wel over thermische impedantie gesproken. Bij stijgende of dalende temperatuur zal de warmtestroom door de wand niet direct evenredig volgen omdat een deel van de warmte in de wand opgeslagen wordt of door de wand vrijgegeven wordt (overeenkomstig een condensator in de elektronica). In de bouw wordt het door de wanden opnemen van warmte in de warmteverliesberekeningen meegenomen als 'opwarmtoeslag'.